# Clavering Ø
Clavering Ø är en obebodd ö i östra Grönland. 
Ön namngavs av den andra tyska nordpolsexpeditionen (1869-1870) till minne av britten Douglas Charles Clavering. År 1823 mötte Clavering en nordostgrönländsk befolkning, vilket är det enda kända mötet mellan européer och denna folkgrupp, som sedan försvann. 
Vid öns sydspets ligger Eskimonæs, där den danska slädpatrullen hade sin bas under andra världskriget. Under några år kring mitten av 1900-talet drev USA den militära anläggningen Bluie East 5. 
På öarna norr om Clavering Ø har bara några få människor övervintrat efter år 1900, och någon fast befolkning har inte funnits. Som mest uppehöll sig ett trettiotal norska och danska fångstmän i nordöstra Grönland. Idag utgör hela nordöstra delen av Grönland Grönlands nationalpark. 